# Andreacijeva povelja
Andreacijeva povelja je najstariji spomenik crnogorske književnosti.

### O povelji
Andreacijeva povelja je pisana 809. godine. Ona izvješćuje da su Mleci kotorskoj obitelji Andreaci dozvolili da otkupi moći Sv. Tripuna, te da otpočene s gradnjim crkve Sv. Trifuna u Kotoru.
Izvornik je pisan na latinskom jeziku i naslovljen je Instrumentum corporis nostri gloriosi confalonis Sancti Tryphonis, u crnogor. prijevodu Isprava o tijelu našeg slavnog zastavnika mučenika Svetog Tripuna.

### Tekst povelje
- (Napomena: prijevod iz D. Farlati - J. Coleti, "Illiricum sacrum", VI, Venetia 1800.g., 425. sa latinskog na crnogorski)

ISPRAVA O TIJELU NAŠEG SLAVNOG ZASTAVNIKA MUČENIKA SVETOG TRIPUNA

"Ljeta po ovaploćenju Hristovom osam stotina devetog, trinaestog dana januara"
"Ja, Andreaci s mojom ženom Marijom i s mojim sinom Petrom i s mojom ćerkom Marijom i s mojom ćerkom Teodorom sagradismo crkvu svete Marije Infunarije. I moja kći Marija se udade, a druga nije htjela muža. I reče svome ocu: 'Načini mi odjeljak u Svetoj Mariji s desne strane'. I otac joj načini kako je željela njegova kći. A sudija, koji je živio u Duklji, čuo je da je lijepa i htio je da je silom uzme. A onda njeni prijatelji, čuvši to, rekoše njoj i njenome ocu, gospodinu Andreaciju. I gospodin Andreaci reče svojoj kćeri: 'Kćeri čuo sam da sudija ove noći ima da te odvede'. Ona odgovori: 'Oče moj, bolje mi je da umrem, nego taj zločin da pretrpim'. I te noći ju je otac udaljio. A tog dana dođe sudija s mnogo ljudi i potraži kćer gospodina Andreacija, i ne nađe je. I pošto su protekle godine, dođoše Mlečani i doniješe tijelo Svetog Tripuna. I kad je čuo gospodin Andreaci da ti Mlečani imaju tijelo Svetog Tripuna, ode na samu lađu i reče Mlečanima: 'Molim vas, predragi prijatelji, prodajte mi tijelo Svetog Tripuna'. A Mlečani rekoše: 'Ako obećaš da ćeš mu služiti cijelom dušom i ljubavlju, prodajemo ti, a ako ne, nećemo ti ga dati'. I najzad je obećao da njegovom imenu posveti crkvu. I prodadoše ga gospodinu Andreaciju. A kupio ga je za dvjesta vizantijskih zlatnika i za jednu krunu ukrašenu dragim kamenjem od sto zlatnika, što je bilo ukupno trista zlatnika. A kad su ga iznijeli s lađe, dođoše sveštenici, u redu koji se protezao do svetoga tijela. Ali kada su nosili putem napolje tijelo Svetog Tripuna, ono se zaustavi. I dođe mornar, koji ga je bio doveo i reče: 'O, Sveti Tripune, toliko sam te vremena vozio, pa sad samo kreni korak', i izokrenuše mu se usta sve do ušiju. A ovo je učinio prvo čudo. A sveštenici su molili Svetog Tripuna, i on se sažalio na tog mornara. A docnije su ga odnijeli i učvrstio se. A gospodin Andreaci sa svojom ženom Marijom načini na onom mjestu crkvu u njegovo ime, i ostala je do današnjeg dana na hvalu i čast Svetog Tripuna. A bila je podređena gospodinu Andreaciju, koji je držao, i dao je svojim sinovima, a jednom sinu dao je stotinu zlatnika. A ovi su njegovi oslobođenici: Marin i Premark. A bili su kupljeni prilikom iskrcavanja Svetog Tripuna, i iz druge generacije od Zaratina po imenu Granci, a oslobođenici su, ne zovite ih oslobođenicima, već braćom."

## Vanjske poveznice
- Andreacijeva povelja, latinski izvornik i prijevod na crnogorski jezik